# Savannah Sutherland
Savannah Sutherland (* 7. August 2003 in Borden, Saskatchewan) ist eine kanadische Leichtathletin, die sich auf den 400-Meter-Hürdenlauf spezialisiert hat und aktuell Inhaberin des Landesrekordes ist.

## Sportliche Laufbahn
Erste internationale Erfahrungen sammelte Savannah Sutherland im Jahr 2021, als sie bei den U20-Weltmeisterschaften in Nairobi in 57,27 s die Bronzemedaille über 400 Meter Hürden gewann. Zudem begann sie im selben Jahr ein Studium an der University of Michigan in den Vereinigten Staaten. Im Jahr darauf schied sie bei den U20-Weltmeisterschaften in Cali mit 64,46 s im Vorlauf aus und belegte mit der kanadischen 4-mal-400-Meter-Staffel in 3:33,60 min den fünften Platz. 2023 wurde sie NCAA-Collegemeisterin über 400 Meter Hürden und schied bei den Weltmeisterschaften in Budapest mit 54,99 s im Halbfinale aus. Im Jahr darauf verbesserte sie den kanadischen Landesrekord über 400 m Hürden auf 53,26 s und belegte im August bei den Olympischen Sommerspielen in Paris in 53,88 s im Finale den siebten Platz. Zudem gelangte sie mit der Staffel mit 3:22,01 min im Finale auf Rang sechs. 
2023 wurde Sutherland kanadische Meisterin im 400-Meter-Hürdenlauf.

## Persönliche Bestzeiten
- 400 Meter: 51,41 s, 25. Februar 2023 in Geneva
  - 400 Meter (Halle): 51,60 s, 11. März 2023 in Albuquerque (kanadischer Rekord)
- 400 m Hürden: 53,26 s, 8. Juni 2024 in Eugene (kanadischer Rekord)